# Archytas pseudodaemon
Archytas pseudodaemon är en tvåvingeart som först beskrevs av Blanchard 1940.  Archytas pseudodaemon ingår i släktet Archytas och familjen parasitflugor. Inga underarter finns listade i Catalogue of Life.